# Heartbreak Hotel (film)
Heartbreak Hotel (titlu original: Heartbreak Hotel) este un film american de comedie din 1988 scris și regizat de Chris Columbus. Rolurile principale au fost interpretate de actorii David Keith și Tuesday Weld.
Amplasat în 1972, filmul tratează una dintre numeroasele „legende” care îl implică pe Elvis Presley (Keith) despre răpirea sa fictivă și salvarea sa ulterioară din decadență.
A fost filmat în Austin, Texas, la Green Pastures, fosta reședință a lui John Henry Faulk.

## Distribuție
- David Keith - Elvis Presley
- Tuesday Weld - Marie Wolfe
- Charlie Schlatter - Johnny Wolfe
- Angela Goethals - Pam Wolfe
- Jacque Lynn Colton - Rosie Pantangellio
- Chris Mulkey - Steve Ayres
- Karen Landry - Irene
- Tudor Sherrard - Paul Quinine
- Paul J. Harkins - Brian Gasternick (ca Paul Harkins)
- Noel Derecki - Tony Vandelo
- Dana Barron - Beth Devereux
- T. Graham Brown - Jerry Schilling
- Dennis Letts - Alan Fortas
- Stephen Lee Davis - George Klein
- Blue Deckert - Jones
- Michael Costello - Doctor Charles Devereux
- John L. Martin - Sheriff Abrams
- John Hawkes - M.C.
- Jerry Haynes - Mr. Hansen
- Al Dvorin - Self
- Ruth Sadlier - Aunt Anne
- Monica Devereux - Monica
- Hal Ketchum - Prietenul lui Steve
- Debra Luijtjes - Cheryl
- Diane Robin - Donna